# Скорпіонові мухи
Скорпіонові мухи, скорпіонниці (Mecoptera, від грецького meco- = «довгий», ptera- = «крила») — ряд комах, що налічує близько 600 видів по всьому світу. Відомі з пермського періоду. Українську назву отримали через схожість генітального апарата самців родини Panorpidae на жало скорпіонів. Довжина до 30 мм. Крила сітчасті. Ротовий апарат гризучого типу, проте у деяких видів спостерігається перехід до сисного типу живлення. Задня частина черевця загнута догори і в самців має потовщення.
Живляться рослинними та тваринними рештками, пилком та нектаром квітів. Метаморфоз повний. Яйця відкладають в ґрунт. Личинки більшою частиною схожі на гусінь, сапрофаги або некрофаги. Заляльковуються в ґрунті; лялечки рухливі.
Представники родини Bittacidae відомі своїм шлюбним ритуалом, в ході якого самиця обирає серед самців виходячи з якості здобичі, яку вони їй пропонують.
Нещодавні результати аналізу ДНК вказують на те, що блохи, яких традиційно виділяють в окремий ряд Siphonaptera, є високоспеціалізованими скорпіоновими мухами. Існують морфологічні риси, що дозволяють поєднувати бліх та льодовичників (родина Boreidae) разом. Синапоморфії включають продукування резиліну, що утворює дуже гнучку та еластичну кутикулу та паноїстичні оваріоли (атавістична ознака). Кількість видів бліх та скорпіонових мух разом сягає 3000.
Поширені на всіх материках, крім Антарктиди. 2 види занесено до Червоної книги України. 
У викопному стані відомі з пермських відкладів.
Декілька нових для науки видів скорпіонниць описав відомий ентомолог В. Г. Плігінський.